# Micrococcus luteus
A Micrococcus luteus egy Gram-pozitív kokkusz a Micrococcaceae családból. Az obligát aerob M. luteus nevét sárga színéről kapta. Vizekben, levegőben, bőrfelületen gyakori, nem patogén faj. Erre a nemzetségre jellemző, hogy a sejtek egyesével helyezkednek el, nem tapadnak össze.